# 70e régiment d'infanterie territoriale
Le 70e régiment d'infanterie territorial est un régiment d'infanterie de l'armée de terre française qui a participé à la Première Guerre mondiale.

## Création et différentes dénominations
Le régiment reçoit son numéro par décret du 19 mars 1875, en prévision de la mobilisation.

## Chefs de corps
- Lieutenant-colonel Simond

## Historique des opérations du70eRIT

### Première Guerre mondiale
Recrutement : Tours (Indre et Loire)

#### Affectations
- 86e division d'infanterie territoriale d’août 1914 à juin 1915
- 26e division d'infanterie de juin 1915 à
- 157e division d'infanterie d'août à novembre 1918

#### 1914
En août 1914, le 70e RIT est à 3 bataillons et 12 compagnies.

## Drapeau
Il porte, cousues en lettres d'or dans ses plis, les inscriptions suivantes :
- Verdun 1916-1917

## Personnages célèbres ayant servi au70eRIT
- Henri Savatier, (1855-1952), intellectuel catholique ayant joué un rôle de premier plan dans le catholicisme social, qui demande à réintégrer l'armée en 1914, alors qu'il a presque 60 ans et devient chef de bataillon.
- Jacques Bacot, (1877-1955), lieutenant, géographe, linguiste, ethnologue, explorateur, orientaliste et tibétologue français du début du XXe siècle, spécialiste reconnu du Tibet, qui travailla à l'École pratique des hautes études.
- Pierre-Boniface de Castelanne, (1826-1883), maréchal des logis puis capitaine, fils du Maréchal de Castellane